# Randall Arauz
Randall Arauz est un environnementaliste costaricien. Il a reçu le prix Goldman pour l'environnement en 2010 pour son combat pour la protection des requins et l’interdiction du shark finning (pêche aux ailerons). Arauz a également reçu le Prix Gothenburg pour le développement durable en 2010 au côté de Ken Sherman.